# Sorry I'm Late
Sorry I'm Late (en español: Lo siento, llego tarde o Siento llegar tarde) es el segundo álbum de estudio de la artista discográfica inglesa Cher Lloyd. Fue lanzado el 27 de mayo de 2014, por Epic Records, Syco Music, y Mr. Kanani. La propia Lloyd coescribió cinco canciones en el álbum, trabajando con nuevos productores y compositores como Beth Ditto y Tove Lo. Es su último álbum publicado a través de Epic y Syco. Principalmente un disco de pop, Sorry I'm Late también contiene influencias de dancehall y hip-hop.
Sorry I'm Late recibió críticas generalmente positivas durante su lanzamiento en Estados Unidos, con muchos críticos alabando la personalidad y vulnerabilidad de Lloyd en el álbum, y comentando la madurez en comparación con su álbum de estudio debut, Sticks and Stones (2011). El álbum fue precedido por los sencillos «I Wish» y «Sirens», ambos con críticas igualmente positivas. El álbum fue descrito como «divertido» y «dulce pero agudo» por la crítica. Para promocionar el álbum, Lloyd se embarcó en su segunda gira de conciertos como cabeza de cartel I Wish Tour, y la primera recorriendo Norteamérica.

## Antecedentes
El 16 de octubre de 2013, Lloyd dijo a Billboard que el título de su segundo álbum de estudio es Sorry I'm Late. Explicó: «Creo que tiene dos significados. [...] Hace mucho tiempo que no hago nada nuevo, pero para mí, es como persona. He pasado mucho tiempo intentando averiguar quién soy, y creo que todo el mundo pasa por eso». 
En noviembre de 2013, durante una entrevista con Larry King, Lloyd confirmó que había abandonado Syco Music después de que ella y Cowell discreparan sobre su trayectoria profesional en la música. Lloyd también confirmó que Sorry I'm Late, cuyo lanzamiento estaba previsto inicialmente para noviembre, se retrasó hasta principios de 2014, a pesar de que el disco ya estaba terminado. Mi álbum se ha retrasado y no estoy contenta por ello. Ya está terminado, pero estoy en el estudio el resto de la semana para intentar encontrar algo más de magia. [...] Iba a salir en noviembre. Ahora creo que será a principios del año que viene.»
La versión explícita de la carátula del álbum muestra a Lloyd fumando sentada en una bañera; las ediciones censuradas del disco eliminan el humo. El 20 de mayo de 2014, una semana antes del lanzamiento, Lloyd puso el álbum a disposición del público en streaming online en MTV.com. Para el álbum, Lloyd trabajó con Beth Ditto y Tove Lo.  En una entrevista de julio de 2014 con Digital Spy, Lloyd habló de que L.A. Reid le había dicho que volviera al estudio y creara más «magia». Afirmó: «Creo que a veces la industria puede entrar en pánico y tienes que estar preparado para arriesgarte, ya sabes. Si no te arriesgas, lo que tienes es aburrido. Tienes que entrar y encontrar tu magia. He tomado muchos riesgos en este álbum y no necesitaba encontrar más magia, el álbum estaba hecho, listo y es un poco molesto que se haya retrasado. Sólo sufren mis fans, que tienen que esperar más. Así que debería haber salido antes.»

## Sencillos
El primer sencillo del álbum fue "I Wish", incluyendo el rapero Americano T.I. Se estrenó el 31 de agosto de 2013 luego de haber sido filtrado dos días antes. Fue oficialmente lanzado el 2 de septiembre de 2013. La canción ha recibido críticas positivas y obtuvo un éxito moderado en las listas de Estados Unidos, mientras alcanzó el Top 40 en Australia y Bélgica. Número 16 en Nueva Zelanda. El vídeo musical de I Wish fue dirigido por Gil Green y fue estrenado en Vevo el 24 de septiembre de 2013.
El segundo sencillo "Sirens" tuvo su premier el 14 de marzo de 2014 en la estación Americana, Sirius Satélite Radio, y fue lanzado el día 17 de marzo, junto con la descarga pre-orden digital de Sorry I'm Late. La canción ha recibido ovaciones por los críticos musicales. El vídeo musical se estrenó el 29 de abril de 2014 en Vevo.
"Dirty Love" tuvo su premier el 28 de marzo de 2014 como el primer sencillo promocional del álbum. "Human" fue estrenada como segundo sencillo promocional el 11 de abril de 2014. "Bind Your Love" como el tercero el 27 de abril de 2014. "M.F.P.O.T.Y" fue el cuarto y último sencillo promocional el 11 de mayo de 2014; de todos modos, fue filtrado en línea el 1 de mayo de 2014.

## Promoción

### Gira
Lloyd confirmó que daría 34 conciertos por Norteamérica en la I Wish Tour como parte de la promoción del álbum. Comenzó el 6 de septiembre de 2013 en Washington D. C. y concluyó en Orlando, Florida el 24 de mayo de 2014. Entre los teloneros se encontraban Fifth Harmony, Zara Larsson y Jackson Guthy Durante la gira Lloyd interpretó nuevas canciones excepto «Killin' It» y «Alone with Me».

### Spotify y YouTube
Antes del lanzamiento del álbum, se publicaron cinco canciones en Spotify y YouTube. Comenzó con «Sirens», y en la imagen de la canción aparecía un trozo de la carátula del álbum. Esto continuó con «Dirty Love», «Human», «Bind Your Love» y «M.F.P.O.T.Y.», donde cada canción revelaba más del artwork.

## Crítica
Tras su lanzamiento, Sorry I'm Late recibió críticas positivas por parte de la crítica musical, destacando la madurez del contenido del álbum y la dirección musical de Lloyd. Idolator otorgó al álbum una puntuación de 3,5/5, afirmando que «puede que Sorry I'm Late haya merecido realmente la pena esperar. Aunque sigue siendo esa música pop fresca y despreocupada que seguramente estará en la lista de reproducción de todos los preadolescentes este verano, tiene elementos que muestran a Lloyd como una joven floreciente». Además, elogiaron el contenido lírico del álbum: «Hay varias canciones que muestran el crecimiento y la madurez de Cher. Las letras demuestran que no se limita a enamorarse del chico de al lado y a salir con sus chicas», etiquetando Sirens, Sweet Despair y Goodnight como las canciones más destacadas del álbum. AllMusic también elogió el álbum, otorgándole un 4/5. Dijeron que el álbum «encuentra a la ex concursante británica de X-Factor madurando lo suficiente desde su debut de 2011 para mostrar crecimiento, al tiempo que conserva todas sus sensibilidades pop brillantes e infecciosas». Concluían su crítica afirmando que «en el mundo del siglo XXI de las divas del pop extremo y las producciones potentes repletas de ganchos, ritmos y contenido lírico con hashtags, Lloyd resulta natural, una simpática chica de al lado con una actitud de reina y una voz a la altura».
ABC también alabó el álbum, otorgándole una puntuación de 3,5/5 y elogiando los temas «Human», «Sweet Despair» y «Bind Your Love». Afirmaron que «Lloyd es una artista carismática y explosiva que lleva este álbum a un nuevo nivel. Es evidente que mejorará con cada álbum que haga. Dado su progreso hasta ahora, ahora sabemos que puede lograr saltos gigantescos», y cerraron su crítica diciendo »Esto es un poco más que un placer culpable. Cher Lloyd ha dado la vuelta de la victoria». Jason Scott de Popdust otorgó al álbum un 4/5, afirmando que «podría muy bien curvar la corriente principal en una nueva dirección refrescante». También elogió «Sirens», calificando la canción como «uno de los mejores lanzamientos del año, en cualquier género» y cerró su crítica afirmando que «los fans no podrían pedir más en un proyecto que ve a una de las estrellas emergentes más prometedoras despojarse de su antiguo estilo chicle y encontrar un sonido más maduro y complejo. Su (nueva) voz es alta y clara» y calificó “Sirens”, “Human”, “I Wish” y “Killin It” como las mejores canciones. La revista Time también elogió el álbum, diciendo que «abandona lo que la hizo polarizante sin perder lo que la hace interesante». Concluían su crítica afirmando que «aunque Lloyd tiene acceso a algunos de los mejores productores del pop, no ha conseguido el tipo de éxito ineludible necesario para que la añadan a la lista A. (Se acerca mucho con «Sirens» y la edificante «Human»), pero quizá no le haga falta. Con una base de aficionados tan joven y devota como la suya, ya cuenta con un público considerable».

## Lista de canciones
| Standard edition |                     |                                        |          |  |
| N.º              | Título              | Producer(s)                            | Duración |  |
| 1.               | «Just Be Mine»      | Benny Blanco Shellback                 | 3:15     |  |
| 2.               | «Bind Your Love»    | Yacoub Falk Shellback                  | 3:36     |  |
| 3.               | «I Wish» (con T.I.) | Shellback Ilya OzGo                    | 3:32     |  |
| 4.               | «Sirens»            | Yacoub Falk                            | 3:55     |  |
| 5.               | «Dirty Love»        | The Struts Shellback                   | 3:18     |  |
| 6.               | «Human»             | Robert Marvin Gravitt                  | 3:29     |  |
| 7.               | «Sweet Despair»     | Evigan                                 | 3:17     |  |
| 8.               | «Killin' It»        | The Struts Shellback                   | 2:54     |  |
| 9.               | «Goodnight»         | Squire J. Carlsson Wright              | 3:25     |  |
| 10.              | «M.F.P.O.T.Y.»      | J. Carlsson Mag Kotecha Peter Carlsson | 3:16     |  |
| 11.              | «Alone with Me»     | Holter Shellback                       | 3:18     |  |
| 37:15            |                     |                                        |          |  |

| US Target and Japanese edition |                                      |                   |          |  |
| N.º                            | Título                               | Producer(s)       | Duración |  |
| 12.                            | «Human» (live at Swinghouse Studios) | Jon Ketchum Lloyd | 2:38     |  |
| 13.                            | «Sirens» (Jenaux Remix)              | Jenaux            | 3:24     |  |
| 43:17                          |                                      |                   |          |  |

## Posicionamiento
| Listas (2014)                      | Posición |
| ---------------------------------- | -------- |
| Australia (ARIA)                   | 23       |
| Bélgica (Ultratop Flandes)         | 103      |
| Bélgica (Ultratop Valonia)         | 114      |
| Canadá (Billboard Canadian Albums) | 16       |
| Países Bajos (Album Top 100)       | 94       |
| Irlanda (IRMA)                     | 58       |
| Nueva Zelanda (Recorded Music NZ)  | 26       |
| España (PROMUSICAE)                | 52       |
| Reino Unido (UK Albums Chart)      | 21       |
| Estados Unidos (Billboard 200)     | 12       |

## Historial de lanzamientos
| País           | Fecha               | Formato             | Edición          | Discográfica             | Ref.          |
| -------------- | ------------------- | ------------------- | ---------------- | ------------------------ | ------------- |
| Australia      | 27 de mayo de 2014  | Descarga digital CD | Estándar         | Epic Syco Mr. Kanani SME | [ 32 ]        |
| Nueva Zelanda  | 27 de mayo de 2014  | Descarga digital CD | Estándar         | Epic Syco Mr. Kanani SME | [ 33 ]        |
| Japón          | 27 de mayo de 2014  | Descarga digital CD | Estándar         | Epic Syco Mr. Kanani SME | [ 34 ]        |
| Sudáfrica      | 27 de mayo de 2014  | Descarga digital CD | Estándar         | Epic Syco Mr. Kanani SME | [ 35 ]        |
| Suecia         | 27 de mayo de 2014  | Descarga digital CD | Estándar         | Epic Syco Mr. Kanani SME | [ 36 ]        |
| Estados Unidos | 27 de mayo de 2014  | Descarga digital CD | Estándar De lujo | Epic Syco Mr. Kanani SME | [ 37 ] [ 38 ] |
| Japón          | 25 de junio de 2014 | Descarga digital CD | De lujo          | Epic Syco Mr. Kanani SME | [ 39 ]        |
| Reino Unido    | 25 de julio de 2014 | Descarga digital CD | Estándar         | Epic Syco Mr. Kanani SME | [ 40 ]        |